# Hoplolabis sororcula
Hoplolabis sororcula är en tvåvingeart som först beskrevs av Paul Lackschewitz 1940.  Hoplolabis sororcula ingår i släktet Hoplolabis och familjen småharkrankar. Inga underarter finns listade i Catalogue of Life.